# ميخائيل بافلوفيتش شيشكين
ميخائيل بافلوفيتش شيشكين (الروسية: Шишкин, Михаил Павлович) (و. 1961 – م) هو كاتب من روسيا . ولد في موسكو.
كاتب ومترجم وباحث أدبي روسي، يعيش منذ عام 1995 في سويسرا. يُعتبر شيشكين من أنجح الكتاب الروس المعاصرين من حيث المبيعات، وهو الكاتب الوحيد الذي فاز بجميع الجوائز الأدبية الثلاث الأكثر أهمية في روسيا. وصفته صحيفة الغارديان بأنه "أعظم كاتب روسي على قيد الحياة" في عام 2013. في سياق شرح الأسباب التي أهّلته للحصول على الجوائز، تمت مقارنة كتاباته بكتابات تشيخوف، ونابوكوف، وجويس، وبونين.

## حياته
ولد ميخائيل شيشكين في موسكو في 18 يناير 1961 لإرينا جورجيفنا شيشكينا، تعمل مدرِّسة للأدب الروسي، وبافيل ميخائيلوفيتش شيشكين، مهندس منشآت. في عام 1977 تخرج شيشكين من المدرسة الثانوية رقم 59 في وسط موسكو في منطقة أربات. درس اللغة الإنجليزية والألمانية في المعهد التربوي الحكومي بالمدينة (Московский педагогический государственный университет). بعد التخرج عمل في تعبيد الشوارع، ثمّ أصبح معلِّمًا، ومترجمًا، وصحفيًّا.

انتقل في عام 1995 للعيش مع زوجته فرانشيسكا في سويسرا، لأنه حسب رأيه، يمكن لكاتب أو شاعر مثل هرتزن أو غوغول أن يعيش في أي مكان.عمل في زيورخ موظفًا في دائرة الهجرة وتحديدًا مع اللاجئين كمترجم من الروسية والألمانية. حصل بعد أعوام على الجنسية السويسرية.

دُعي شيشكين كأستاذ زائر إلى جامعة واشنطن ولي في ليكسينغتون (VA) (فصل الخريف 2007 و2009). يعيش شيشكين منذ عام 2011 مع عائلته في قرية صغيرة في كلاينلوتزل بالقرب من بازل. كان شيشكين ضيفًا على برنامج DAAD Artists-in-Berlin في برلين من 2012 إلى 2013. وهو محاضر زائر متكرر في الجامعات والمؤسسات الثقافية في جميع أنحاء أوروبا والولايات المتحدة، ومتحدث متكرر في التلفزيون والراديو في العديد من المقاطعات.

نشر العديد من المقالات في الصحف العالمية، مثل: نيويورك تايمز، وول ستريت جورنال، الجارديان ، لوموند، الإندبندنت، ووسائل إعلامية أخرى.

## سيرته الأدبية
نشر في عام 1993، أوَّل قصة قصيرة كتبها "درس في الخط" في مجلة "زناميا" (Знамя) الأدبية الشهرية،ومنذ ذلك الحين أصبحت له مساهمة منتظمة في الجريدة الشهرية. في نفس العام، نُشرت روايته الأولى، "كل شيء يُشاهد في ليلة واحدة" (Всех ожидает одна ночь).جذبت منشوراته الأولى انتباه النقاد، وحصل شيشكين على جائزة أفضل ظهور لأول مرة في العام.
صدر في عام 1999 كتابُه "القبض على إسماعيل" وفاز بجائزة البوكر الروسية. في عام 2000 نشر كتابًا غير روائي أطلق عليه عنوان "الدليل الأدبي التاريخي" عن الشتات الروسي في سويسرا (Русская Швейцария)، وحصل كتابه Венерин Волос الذي صدر عام 2006 على جائزة الكتاب العظيم، وأكثر الكتب مبيعًا على المستوى الوطني الجائزة وترجمت إلى عدة لغات. في مايو 2015، نشرت الترجمة الإنجليزية لمجموعته القصصية "درس الخط".

## جوائز
حصل على جوائز منها:
- جائزة البوكر الروسية عن رواية "القبض على اسماعيل" عام 2000.
- جائزة "الكتاب الكبير" الروسية (Большая книга) عن رواية "ولادة فينوس" 2006.
- الجائزة الوطنية لأكثر الكتب مبيعًا عن 2006.
- جائزة "الكتاب العظيم" (بولشايا كانيجا) عن كتابه "بيسموفنيك"، 2011.
- جائزة الأدب الألمانية الدولية (Internationaler Literaturpreis - Haus der Kulturen der Welt) عن الترجمة الألمانية لكتابه "ولادة فينوس".

## روابط خارجية
- ميخائيل بافلوفيتش شيشكين على موقع مونزينجر (الألمانية)